# Novo Reino de Granada

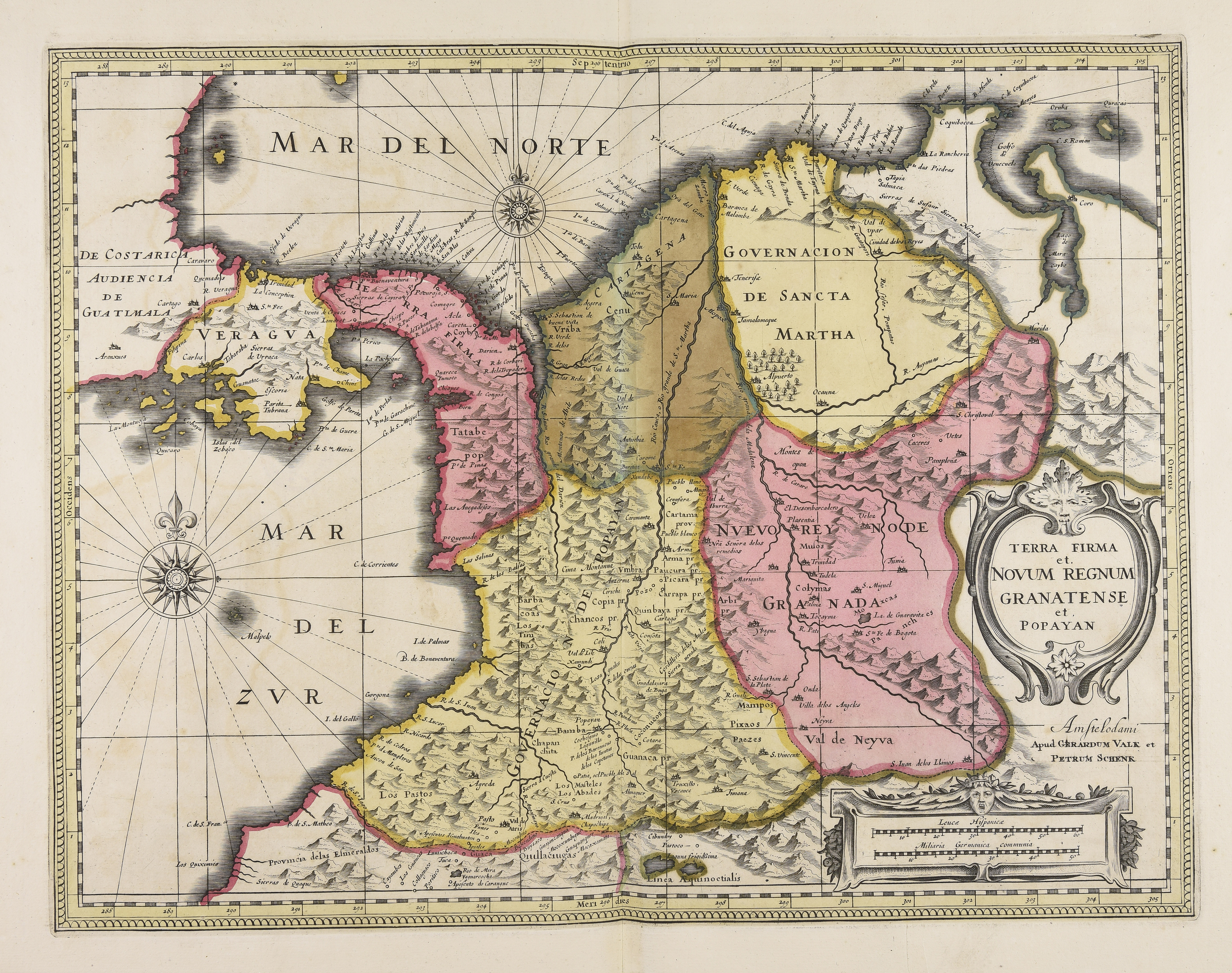
Novo Reino de Granada

Novo Reino de Granada (em castelhano:  Novo Reino de Granada), ou Reino da Nova Granada, foi um grupo de províncias coloniais espanholas do século XVI no norte da América do Sul, governadas pelo presidente da Audiência de Santa Fé, uma área correspondente principalmente à Colômbia, Panamá e Venezuela. Os conquistadores originalmente o organizaram como capitão-general no do Vice-Reino do Peru. A coroa estabeleceu a Audiência em 1549. Em última análise, o reino tornou-se parte do Vice-Reino de Nova Granada primeiro em 1717 e permanentemente em 1739. Após várias tentativas de criar estados independentes na década de 1810, o reino e o vice-reino deixaram de existir em 1819 com o estabelecimento da Grã-Colômbia.